# DR-Baureihe ET 41
Die Fahrzeuge der DR-Baureihe ET 41 waren elektrische Triebwagen der Deutschen Reichsbahn (DR) für den Nahverkehr zwischen Leipzig und Halle (Saale).

## Geschichte
Nach der 1922 fertiggestellten Elektrifizierung der Bahnstrecke Halle–Leipzig setzte die Deutsche Reichsbahn zunächst lokbespannte Züge im Nahverkehr zwischen den beiden benachbarten Großstädten ein. Vor allem im Leipziger Hauptbahnhof erwies sich der an den Endpunkten erforderliche Lokwechsel als zeitaufwändig und teuer. Die Reichsbahn gab daher bei der Waggonbaufirma Wegmann sechs Triebwagen (zunächst als ET 501 bis 506, ab 1929 als ET 601 bis 606 bezeichnet) und drei baulich weitgehend gleichartige Steuerwagen (5001 bis 5003) in Auftrag, mit denen der Zwischenortsverkehr beschleunigt werden sollte. Mit der Vielfachsteuerung sollten bis zu vier Triebwagen gemeinsam von einem Führerstand aus gesteuert werden können. Für den Einsatz in Personenzügen auf den übrigen Strecken des mitteldeutschen elektrischen Netzes lieferte die Firma Killing & Sohn aus Hagen sechs farblich angepasste zweiachsige Personenwagen der Bauart Cid-26 (Nummern 5261 bis 5266) mit zusätzlicher Luft- und Steuerleitung.
Ende 1927 erhielt die Deutsche Reichsbahn den ersten Triebwagen, bis Ende Februar 1928 waren alle sechs Triebwagen sowie die Steuer- und Beiwagen ausgeliefert. Die Fahrzeuge gingen sofort zwischen Halle und Leipzig in den Planbetrieb. Eingesetzt wurden sie sowohl in normalen Personenzügen mit Unterwegsbedienung jedes Bahnhofs als auch im Eilzugdienst, bei dem als Zwischenbahnhof lediglich Schkeuditz bedient wurde. Außerdem liefen sie mit Personenzügen zwischen Leipzig, Dessau und Magdeburg, auf dieser Strecke meist mit den zweiachsigen Beiwagen. Es zeigte sich allerdings bereits kurz nach Indienststellung, dass die Triebwagen zu schwach für einen Teil des vorgesehenen Einsatzprogramms waren. Die Triebwagen waren nicht in der Lage, zusammen mit einem der Steuerwagen die vorgesehenen Fahrtzeiten zu halten, ohne dass sich die Fahrmotoren übermäßig erwärmten. Trotz diverser Umbauten und Nachrüstungen ließ sich dieses Problem nicht dauerhaft lösen. Die Triebwagen wurden daher meist als Zweiergarnituren mit dazwischen laufenden Steuer- oder Beiwagen eingesetzt. Kritisiert wurden auch die Laufruhe und das Motorengeräusch bei Geschwindigkeiten ab etwa 70 km/h.
Trotz dieser Probleme waren die Fahrzeuge bei den Fahrgästen beliebt. Mit den neuen Triebwagen konnten die Reisezeiten zwischen Halle und Leipzig gegenüber den bisherigen lokbespannten Zügen merklich reduziert werden. Zudem waren die neuen Fahrzeuge gegenüber den bislang eingesetzten alten preußischen Abteilwagen eine spürbare Komfortverbesserung, sowohl hinsichtlich der Einstiegsverhältnisse als auch der Sitzmöglichkeiten und Fenster. Dank der eingebauten Wendesitze mit umlegbaren Rückenlehnen konnten alle Fahrgäste immer in Fahrtrichtung sitzen.
Ab 1932 führten die Triebwagen die Nummern elT 1061 bis 1066, die Steuerwagen wurden als elS 2061 bis 2063 geführt. Die zweiachsigen Beiwagen wurden in el 2981 bis 2986 umgezeichnet, gingen aber im Folgejahr in den normalen Reisezugwagenpark über und wurden nicht mehr gemeinsam mit den Triebwagen eingesetzt. Am 12. August 1934 stießen der elT 1066 und der elS 2063 in Halle (Saale) Hauptbahnhof mit einem mit der E 04 06 bespannten Sonderzug zusammen. Der Unfall forderte zwei Tote und 106 Verletzte. Trieb- und Steuerwagen wurden so schwer beschädigt, dass eine Instandsetzung nicht mehr sinnvoll erschien. Beide Fahrzeuge wurden im November 1934 ausgemustert. Als Ersatz für den ausgemusterten Steuerwagen rüstete die Reichsbahn 1938 einen Eilzugwagen der Bauart C4i-30 mit den erforderlichen Steuerleitungen aus. Aus den beiden verbliebenen Steuerwagen baute sie zudem ab 1941 die Führerstände aus, nachdem sie in den Vorjahren fast ausschließlich nur noch zwischen zwei Triebwagen eingesetzt worden waren. Mit der Inbetriebnahme neuerer Triebwagen der DR-Baureihe ET 25 reduzierte die Reichsbahn zudem das Einsatzgebiet auf die Strecken zwischen Halle bzw. Dessau und Leipzig. 1938 ergaben Versuche beim Lokomotiv-Versuchsamt Grunewald eine unzureichende Bremsleistung. Die vorangegangenen Umbauten zur Verbesserung der Laufruhe hatten das Fahrzeuggewicht so erhöht, dass die nötigen Mindestbremshundertstel nicht mehr erreicht wurden. Vorübergehend musste die zulässige Höchstgeschwindigkeit reduziert werden, bis das Ausbesserungswerk Dessau die Bremsen umgebaut hatte.
Im Sommerfahrplan 1939 erbrachten die Triebwagen im Durchschnitt 430 km pro Laufplantag, insgesamt liefen mit den ET 41 pro Tag neun Zugpaare zwischen Halle und Leipzig sowie je ein Zugpaar zwischen Leipzig und Dessau sowie Leipzig und Bitterfeld. Je nach Jahr lief ein Triebwagen im Durchschnitt zwischen 90.000 und 108.000 km. 1940 führte die Reichsbahn erneut ein neues Bezeichnungsschema für ihre elektrischen Triebwagen ein. Seitdem wurden die verbliebenen fünf Triebwagen als ET 41 01 bis 05 bezeichnet, die beiden Steuerwagen erhielten die Bezeichnung ES 41 01 und 02 (nach Ausbau der Führerstände EB 41 02 und 03), der adaptierte Eilzugwagen bekam die Wagennummer EB 41 01.
Während des Zweiten Weltkriegs blieben die ET 41 auf ihren Stammstrecken im Einsatz. Der ET 41 05 wurde bei einem Unfall am 11. Januar 1945 schwer beschädigt und ausgemustert. Die Triebwagen ET 41 02 bis 04 sowie die Beiwagen EB 41 01 und 03 brannten bei einem Luftangriff auf Leipzig am 27. Januar 1945 völlig aus. Lediglich der ET 41 01 und der Beiwagen EB 41 02 erlebten das Kriegsende betriebsfähig. Nach Reparatur im Ausbesserungswerk Dessau wurden beide Fahrzeuge wieder von Leipzig aus eingesetzt. Die durch die Sowjetische Militäradministration in Deutschland angeordnete Demontage des gesamten elektrischen Betriebs der Reichsbahn in Mitteldeutschland beendete ihren Einsatz Anfang April 1946. Beide Fahrzeuge wurden zusammen mit den übrigen elektrischen Lokomotiven und Triebwagen als Reparationsleistung in die Sowjetunion abgefahren. Sie zählten nicht zu den Fahrzeugen, die ab 1953 an die DDR zurückgegeben wurden.

## Technische Merkmale
Die Triebwagen besaßen zwei Drehgestelle, auf denen ein in Ganzstahlausführung konstruierter Wagenkasten saß. Die gesamte technische Ausrüstung wurde unter dem Wagenboden untergebracht, um möglichst große Beförderungskapazitäten zu erzielen. Ebenfalls für große Nachfrage ausgelegt waren die breiten, jeweils hinter den Führerständen an beiden Wagenenden angeordneten Doppeltüren. Über Stirnwandtüren war dem Zugpersonal der Übergang zum nächsten Wagen möglich. Eine Toilette war in Wagenmitte angeordnet. Der Fahrgastraum war in drei Großraumabteile unterteilt, eines mit 16 Plätzen der 2. Klasse und zwei mit 18 bzw. 32 Plätzen für die 3. Klasse. Das kleinere der beiden Abteile 3. Klasse war für Nichtraucher vorgesehen.
Als Drehgestelle wurden zunächst herkömmliche Drehgestelle von Wegmann verwendet. Im Zuge der Umbaumaßnahmen zur Verbesserung der Laufruhe erhielten alle Triebwagen ab 1934 neue Drehgestelle der Bauart Görlitz III. Die Antriebsleistung wurde durch Zahnradgetriebe vom Fahrmotor der Bauart ELM 8 von Siemens-Schuckert auf den jeweils inneren Radsatz im Drehgestell übertragen. Die ursprünglich verwendeten doppelseitigen geradverzahnten Getriebe sorgten allerdings für ein unangenehmes Heulen bei höheren Geschwindigkeiten, ab 1938 wurden die meisten Triebwagen daher mit neuen schrägverzahnten Antrieben ausgestattet. Durch die Lage in den Drehgestellen und ungünstige Führung der Schächte für die Kühlluft verschmutzten die Motoren sehr stark.
Die Stromzuführung von den zwei Scherenstromabnehmern der Reichsbahn-Einheitsbauart SBS 9 erfolgte über einen in Wagenmitte befindlichen Hochspannungsschacht zum unter dem Wagenboden befindlichen Ölschalter. Ebenfalls unter dem Wagenboden lag der als Öltransformator ausgelegte Transformator. Gekühlt wurden Motoren und Transformator über den Fahrtwind, der über Luftschächte geleitet wurde. Die Steuerung erfolgte über eine elektromagnetische Schützensteuerung mit 11 Fahrstufen. Über ein Steuerkabel konnten die Triebwagen vom Steuerwagen oder einem zweiten Triebwagen direkt gesteuert werden. Die ursprünglich eingebauten Kolbenluftpumpen von Knorr wurden 1935 durch Umlaufluftpumpen der Bauart Wittig ersetzt. Die pneumatische Stromabnehmersteuerung von SSW befriedigte nicht, da nicht beide Abnehmer gleichmäßig gehoben und gesenkt wurden. Sie wurde ab 1932 durch eine elektropneumatische Steuerung von AEG ersetzt.
Ausgeliefert wurden die Triebwagen sowie die Steuer- und Beiwagen in einer stahlblaugrauen Farbgebung analog zu den elektrischen Lokomotiven der Reichsbahn. Das Fensterband erhielt einen etwas helleren grauen Farbton. Die Farbgebung sollte möglichst unempfindlich gegen Verschmutzung und Witterungseinflüsse sein. Es ist davon auszugehen, dass diese Erwartungen nicht erfüllt wurden, da die Fahrzeuge in den Folgejahren schrittweise auf den üblichen dunkelgrünen Farbton der Reichsbahn-Personenwagen umlackiert wurden. Ab 1933 führte die Reichsbahn einen neuen, weinrot-beigen Anstrich für ihre Triebwagen ein. Auch die ET 41 erhielten ab etwa 1935 schrittweise diese Farbgebung.